# Eurovisiesongfestival 2012
Het Eurovisiesongfestival 2012 was de 57ste editie van deze Europese liedjeswedstrijd. Het liedjesfestijn vond plaats in de Crystal Hall in Bakoe, de hoofdstad van Azerbeidzjan. Het was de eerste maal in de geschiedenis dat het Eurovisiesongfestival plaatsvond in Azerbeidzjan. Het dankte de organisatie aan de overwinning van Ell & Nikki een jaar eerder met het nummer Running scared.
De eerste halve finale werd gehouden op dinsdag 22 mei, de tweede halve finale vond plaats op donderdag 24 mei en twee dagen later, zaterdag 26 mei, volgde de finale die werd gewonnen door zangeres Loreen die namens Zweden 372 punten won, 75,6% van het maximale aantal en op de score van Noorwegen in 2009 na het hoogste puntenaantal aller tijden. Het was de vijfde keer in de geschiedenis van het Eurovisiesongfestival dat Zweden won.

## Gaststad
Al snel na afloop van het Eurovisiesongfestival 2011 werd duidelijk dat Bakoe, de hoofdstad van Azerbeidzjan, gaststad zou worden van de volgende editie van het liedjesfestijn. Het grootste struikelblok bleek evenwel de zoektocht naar een geschikte zaal. Op 16 mei 2011 werd er gemeld dat er speciaal voor het festival een nieuw complex zou worden gebouwd met een capaciteit van 23.000 zitplaatsen. Drie dagen later meldde ITV dat het Tofikh Bakhramovstadion ook een optie was. Er moest dan wel een dak gebouwd worden voor het stadion. Ook het Heydar Aliyevcomplex behoorde tot de mogelijkheden, ook al biedt deze zaal slechts plaats aan 7800 personen. Op 31 oktober 2011 liet Ismayil Omarov, directeur van ITV, weten dat er nog geen beslissing was gevallen over de exacte locatie. De uiteindelijke beslissing werd pas genomen tijdens de Reference Groupmeeting op 25 januari 2012 in Bakoe. Zoals verwacht werd de Crystal Hall, een zaal die op dat moment in aanbouw was, aangeduid als locatie van het Eurovisiesongfestival 2012. De zaal zou eind april klaar zijn, net op tijd voor het festival. Tijdens het Eurovisiesongfestival was er plaats voor zo'n 16.000 toeschouwers.

## Formule
Er werd wat aan de regels gesleuteld voor aanvang van het festival. Sinds 2012 kan er niet meer gedurende de hele uitzending gestemd worden. Men keerde terug naar het oude systeem, waardoor men pas kan stemmen na afloop van het optreden van het laatste deelnemende land. Uit elke halve finale zouden, net als de voorbijgaande jaren, tien landen zich plaatsen voor de grote finale. Duitsland, Frankrijk, Italië, Spanje en het Verenigd Koninkrijk waren rechtstreeks geplaatst voor die finale als lid van de Grote Vijf, de vijf grootste geldschieters van het Eurovisiesongfestival. Ook het gastland, in dit geval Azerbeidzjan, was rechtstreeks geplaatst voor de finale. Zo telde de finale 26 landen, één meer dan in 2011. Tijdens de voorgaande editie keerde Italië na veertien jaar afwezigheid terug naar het Eurovisiesongfestival, waardoor er een extra land rechtstreeks geplaatst was voor de finale, maar aangezien Duitsland als lid van de grootste geldschieters sowieso al rechtstreeks naar de finale mocht, was er geen 26ste land in de finale. Het automatische ticket voor de finale voor het gastland werd niet doorgegeven aan een ander land.

#### Presentatoren
Net als de voorbije twee jaar waren er drie presentatoren: twee vrouwen en één man. Het ging hier om Leyla Əliyeva, Nərgiz Birk-Petersen en Eldar Qasımov. Leyla is presentatrice bij de organiserende omroep, Nargiz studeerde rechten en is model en Eldar is de mannelijke helft van Ell & Nikki, de winnaars van het Eurovisiesongfestival 2011. Eldar was de vierde voormalige winnaar die het festival presenteert.

#### Potindeling

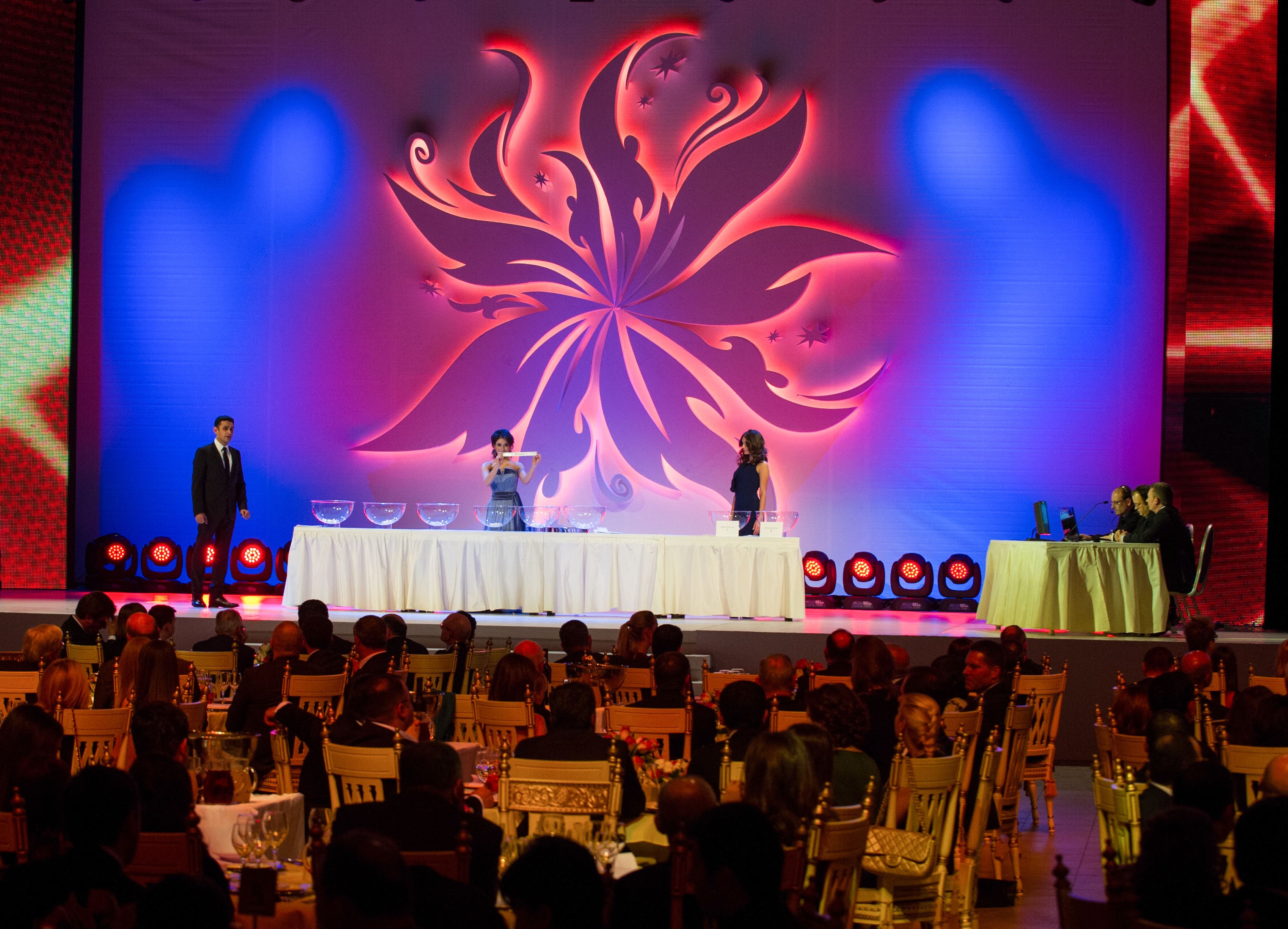
De loting voor de verdeling van de landen over twee halve finales vond plaats op 25 januari 2012.

Op 25 januari vond in Bakoe de loting plaats om te bepalen welke landen in welke halve finale uitkwamen. Voor de verdeling van de halvefinalisten over twee halve finales werd net als voorbijgaande jaren gebruikgemaakt van een potindeling. Landen die vaak op elkaar stemmen, werden in dezelfde groep geplaatst. Uit elke groep gingen drie landen naar de ene halve finale, de rest (drie of vier, naargelang de pot), ging naar de andere halve finale. Ook Armenië, dat uiteindelijk niet deelnam aan het Eurovisiesongfestival 2012, zat bij de potindeling in een van de kokers, maar de Armeense openbare omroep trok zich begin maart alsnog terug. Op 20 maart werd de definitieve startvolgorde geloot van zowel beide halve finales als van de finale.
| Pot 1                                                                         | Pot 2                                               | Pot 3                                                | Pot 4                                               | Pot 5                                            | Pot 6                                                        |
| ----------------------------------------------------------------------------- | --------------------------------------------------- | ---------------------------------------------------- | --------------------------------------------------- | ------------------------------------------------ | ------------------------------------------------------------ |
| Albanië Bosnië en Herzegovina Kroatië Macedonië Montenegro Servië Zwitserland | Denemarken Estland Finland IJsland Noorwegen Zweden | Georgië Israël Moldavië Oekraïne Rusland Wit-Rusland | Armenië België Cyprus Griekenland Nederland Turkije | Ierland Letland Litouwen Malta Portugal Roemenië | Bulgarije Hongarije Oostenrijk San Marino Slovenië Slowakije |

## Deelnemende landen
Er namen 42 landen deel aan het Eurovisiesongfestival 2012. Hiermee werd het record van de edities van 2008 en 2011 net niet geëvenaard. Destijds waren er immers 43 deelnemende landen. Oorspronkelijk zou het record wel gehaald worden, maar Armenië trok zich in maart 2012 alsnog terug uit het festival, twee maanden na de deadline. Montenegro keerde voor het eerst sinds 2009 terug naar het liedjesfestijn, Polen was er voor het eerst sedert 2002 niet bij. De Andorrese openbare omroep RTVA trok zich in november terug uit de EBU, waardoor het land niet langer kan deelnemen aan het festival. Andorra nam tussen 2004 en 2009 deel aan het Eurovisiesongfestival. Ook Tsjechië keerde in 2012 niet terug naar het Eurovisiesongfestival, evenals Monaco, hoewel hierover enige tijd geruchten de ronde deden. Luxemburg toonde nooit enige intentie om terug te keren. Op 3 augustus 2011 meldde de Franse delegatieleider zelfs dat Marokko had laten weten opnieuw te zullen deelnemen na een afwezigheid van 32 jaar. Uiteindelijk bleken het echter loze geruchten te zijn en keerde Marokko niet terug.

## Finale

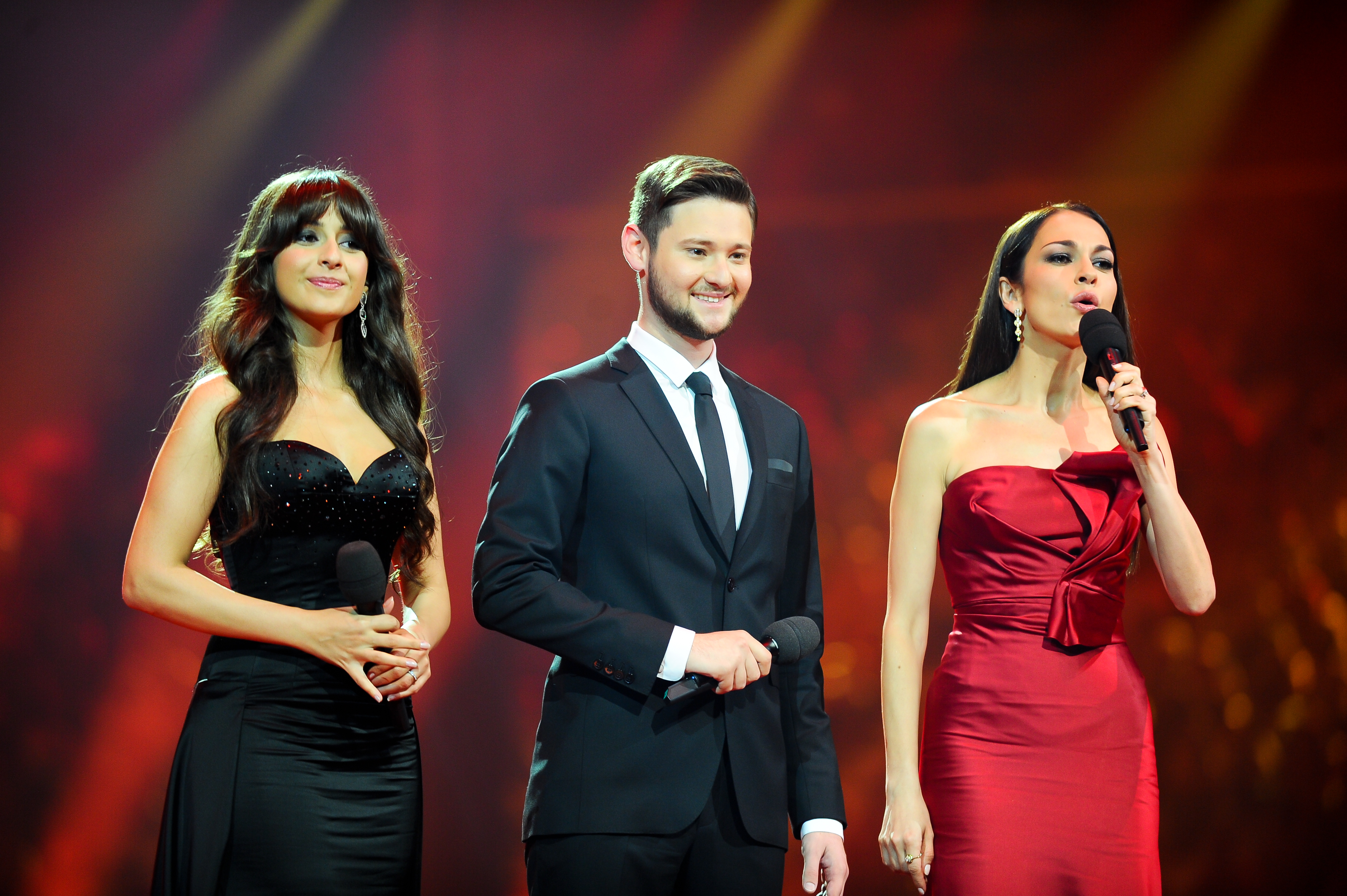
Leyla Alieva, Eldar Qasımov en Nargiz Berk-Petersen, de drie presentatoren van de show.

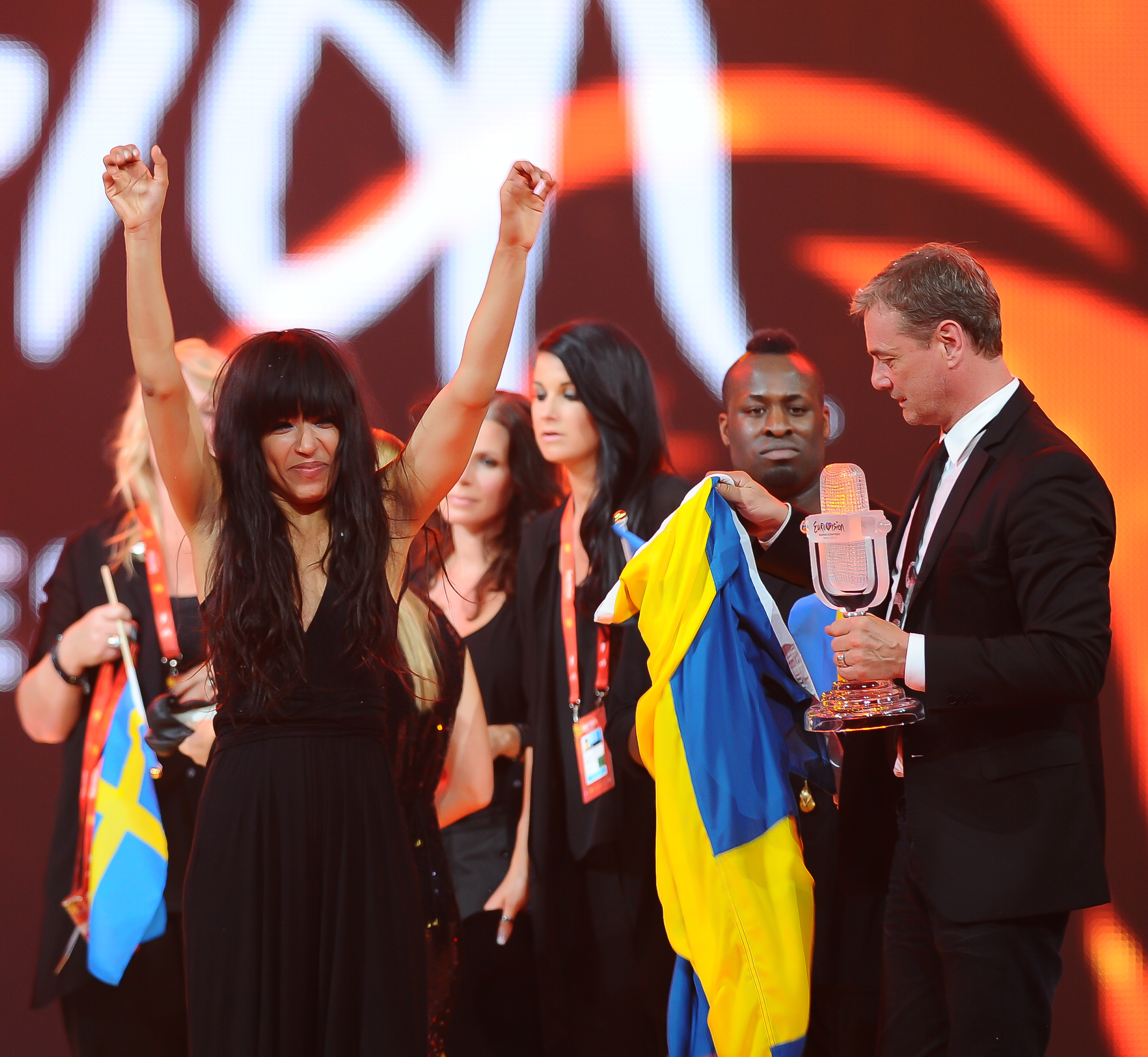
Loreen zorgde voor de vijfde Zweedse overwinning in de geschiedenis.

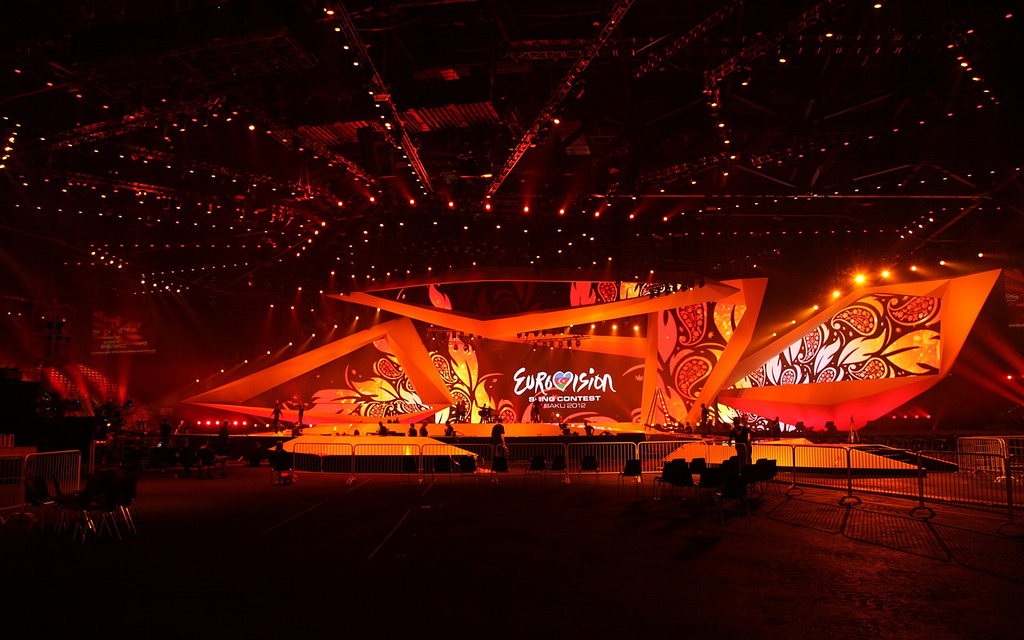
Het podium van het Eurovisiesongfestival 2012

### Overzicht
De Zweedse Loreen, die voor aanvang van het Eurovisiesongfestival al tot topfavoriete gebombardeerd werd, wist de finale afgetekend te winnen. Met 372 punten haalde ze het met meer dan 100 punten voorsprong op nummer twee, Rusland. Željko Joksimović, die in 2004 al tweede was geworden, legde nu beslag op de derde plaats. Gastland Azerbeidzjan moest tevreden zijn met de vierde plaats. De vijfde plaats van Rona Nishliu betekende de beste Albanese prestatie in de geschiedenis van het Eurovisiesongfestival. Tooji zorgde dan weer voor de elfde laatste plek voor Noorwegen in de geschiedenis, een record. Het was tevens de eerste keer sinds 2003 dat de Griekse inzending niet in de top tien eindigde.
In mei 2012 liet het Azerbeidzjaanse ministerie van Staatsveiligheid weten dat het een aanslag op de finale van het Eurovisiesongfestival 2012 verijdeld had. Terroristen zouden met behulp van explosieven buitenlandse gasten en president Alijev willen vermoorden. Tijdens de arrestatie van de verdachten brak een vuurgevecht uit, waarbij twee terroristen de dood vonden. De Azerbeidzjaanse autoriteiten maakten het nieuws pas na afloop van het Eurovisiesongfestival wereldkundig om geen onrust te zaaien tijdens het festival.
De finale werd door 64 miljoen mensen bekeken. Dit is het laagste kijkersaantal sinds 2008.

### Uitslag
| Plaats | Land                  | Artiest                 | Lied                            | Taal                | Punten |
| ------ | --------------------- | ----------------------- | ------------------------------- | ------------------- | ------ |
| 1      | Zweden                | Loreen                  | Euphoria                        | Engels              | 372    |
| 2      | Rusland               | Boeranovskije Baboesjki | Party for everybody             | Oedmoerts en Engels | 259    |
| 3      | Servië                | Željko Joksimović       | Nije ljubav stvar               | Servisch            | 214    |
| 4      | Azerbeidzjan          | Səbinə Babayeva         | When the music dies             | Engels              | 150    |
| 5      | Albanië               | Rona Nishliu            | Suus                            | Albanees            | 146    |
| 6      | Estland               | Ott Lepland             | Kuula                           | Estisch             | 120    |
| 7      | Turkije               | Can Bonomo              | Love me back                    | Engels              | 112    |
| 8      | Duitsland             | Roman Lob               | Standing still                  | Engels              | 110    |
| 9      | Italië                | Nina Zilli              | L'amore è femmina (out of love) | Engels en Italiaans | 101    |
| 10     | Spanje                | Pastora Soler           | Quédate conmigo                 | Spaans              | 97     |
| 11     | Moldavië              | Pasha Parfeny           | Lăutar                          | Engels              | 81     |
| 12     | Roemenië              | Mandinga                | Zaleilah                        | Spaans en Engels    | 71     |
| 13     | Macedonië             | Kaliopi                 | Crno i belo                     | Macedonisch         | 71     |
| 14     | Litouwen              | Donny Montell           | Love is blind                   | Engels              | 70     |
| 15     | Oekraïne              | Gaitana                 | Be my guest                     | Engels              | 65     |
| 16     | Cyprus                | Ivi Adamou              | La la love                      | Engels              | 65     |
| 17     | Griekenland           | Eleftheria Eleftheriou  | Aphrodisiac                     | Engels              | 64     |
| 18     | Bosnië en Herzegovina | Maya Sar                | Korake ti znam                  | Bosnisch            | 55     |
| 19     | Ierland               | Jedward                 | Waterline                       | Engels              | 46     |
| 20     | IJsland               | Gréta Salóme & Jónsi    | Never forget                    | Engels              | 46     |
| 21     | Malta                 | Kurt Calleja            | This is the night               | Engels              | 41     |
| 22     | Frankrijk             | Anggun                  | Echo (you and I)                | Frans en Engels     | 21     |
| 23     | Denemarken            | Soluna Samay            | Should've known better          | Engels              | 21     |
| 24     | Hongarije             | Compact Disco           | Sound of our hearts             | Engels              | 19     |
| 25     | Verenigd Koninkrijk   | Engelbert Humperdinck   | Love will set you free          | Engels              | 12     |
| 26     | Noorwegen             | Tooji                   | Stay                            | Engels              | 7      |

## Eerste halve finale

### Overzicht
Rusland won de eerste halve finale, voor Albanië en Roemenië. Ook Griekenland, Moldavië, Ierland, Cyprus, IJsland, Denemarken en Hongarije wisten zich te plaatsen voor de eindstrijd. Oostenrijk beëindigde de eerste halve finale op de laatste plaats. België wist zich voor het tweede jaar op rij niet te plaatsen voor de finale. Iris eindigde op de 17de plaats, met 16 punten, gekregen van Albanië (2), Finland (2), Griekenland (4), Ierland (6), Roemenië (1) en Spanje (1). België gaf zelf één punt aan Finland, twee aan Oostenrijk, drie aan Cyprus, vier aan Roemenië, vijf aan IJsland, zes aan Hongarije, zeven aan Ierland, acht aan Griekenland, tien aan Albanië en twaalf aan Rusland.
Azerbeidzjan, Italië en Spanje stemden mee in deze halve finale. De eerste halve finale werd door 19,4 miljoen mensen bekeken.

### Uitslag
| Plaats | Land        | Artiest                 | Lied                                         | Taal                | Punten |
| ------ | ----------- | ----------------------- | -------------------------------------------- | ------------------- | ------ |
| 1      | Rusland     | Boeranovskije Baboesjki | Party for everybody                          | Oedmoerts en Engels | 152    |
| 2      | Albanië     | Rona Nishliu            | Suus                                         | Albanees            | 146    |
| 3      | Roemenië    | Mandinga                | Zaleilah                                     | Spaans en Engels    | 120    |
| 4      | Griekenland | Eleftheria Eleftheriou  | Aphrodisiac                                  | Engels              | 116    |
| 5      | Moldavië    | Pasha Parfeny           | Lăutar                                       | Engels              | 100    |
| 6      | Ierland     | Jedward                 | Waterline                                    | Engels              | 92     |
| 7      | Cyprus      | Ivi Adamou              | La la love                                   | Engels              | 91     |
| 8      | IJsland     | Gréta Salóme & Jónsi    | Never forget                                 | Engels              | 75     |
| 9      | Denemarken  | Soluna Samay            | Should've known better                       | Engels              | 63     |
| 10     | Hongarije   | Compact Disco           | Sound of our hearts                          | Engels              | 52     |
| 11     | Zwitserland | Sinplus                 | Unbreakable                                  | Engels              | 45     |
| 12     | Finland     | Pernilla Karlsson       | När jag blundar                              | Zweeds              | 41     |
| 13     | Israël      | Izabo                   | Time                                         | Engels en Hebreeuws | 33     |
| 14     | San Marino  | Valentina Monetta       | The social network song (oh oh - uh - oh oh) | Engels              | 31     |
| 15     | Montenegro  | Rambo Amadeus           | Euro neuro                                   | Engels              | 20     |
| 16     | Letland     | Anmary                  | Beautiful song                               | Engels              | 17     |
| 17     | België      | Iris                    | Would you                                    | Engels              | 16     |
| 18     | Oostenrijk  | Trackshittaz            | Woki mit deim Popo                           | Midden-Beiers       | 8      |

## Tweede halve finale

### Overzicht
De tweede halve finale werd gewonnen door latere eindwinnaar Zweden. Met 181 punten bleef Loreen de Servische en de Litouwse kandidaat ruim voor. Ook Estland, Turkije, Bosnië en Herzegovina, Malta, Oekraïne, Macedonië en Noorwegen haalden de finale. Noorwegen eindigde met evenveel punten als Bulgarije, maar mocht door omdat het van meer landen punten had gekregen dan Bulgarije. Slowakije eindigde voor het eerst in de geschiedenis op de laatste plaats, en Georgië haalde voor het eerst de finale niet. Nederland wist zich voor het achtste jaar op rij niet te plaatsen voor de finale. Hiermee verbrak het land zijn eigen trieste record, dat sinds 2011 op zeven achtereenvolgende mislukte pogingen stond. Joan Franka eindigde op de 15de plaats, met 35 punten, gekregen van Duitsland (8), Estland (7), Litouwen (3), Noorwegen (3), Slovenië (2), Zweden (1), Turkije (7) en het Verenigd Koninkrijk (4). Nederland gaf zelf één punt aan Wit-Rusland, twee aan Malta, drie aan Noorwegen, vier aan Litouwen, vijf aan Bosnië en Herzegovina, zes aan Portugal, zeven aan Turkije, acht aan Estland, tien aan Servië en twaalf aan Zweden.
Duitsland, Frankrijk en het Verenigd Koninkrijk stemden mee in deze halve finale. De tweede halve finale werd door 19,6 miljoen mensen bekeken.

### Uitslag
| Plaats | Land                  | Artiest           | Lied                  | Taal                | Punten |
| ------ | --------------------- | ----------------- | --------------------- | ------------------- | ------ |
| 1      | Zweden                | Loreen            | Euphoria              | Engels              | 181    |
| 2      | Servië                | Željko Joksimović | Nije ljubav stvar     | Servisch            | 159    |
| 3      | Litouwen              | Donny Montell     | Love is blind         | Engels              | 104    |
| 4      | Estland               | Ott Lepland       | Kuula                 | Estisch             | 100    |
| 5      | Turkije               | Can Bonomo        | Love me back          | Engels              | 80     |
| 6      | Bosnië en Herzegovina | Maya Sar          | Korake ti znam        | Bosnisch            | 77     |
| 7      | Malta                 | Kurt Calleja      | This is the night     | Engels              | 70     |
| 8      | Oekraïne              | Gaitana           | Be my guest           | Engels              | 64     |
| 9      | Macedonië             | Kaliopi           | Crno i belo           | Macedonisch         | 53     |
| 10     | Noorwegen             | Tooji             | Stay                  | Engels              | 45     |
| 11     | Bulgarije             | Sofi Marinova     | Love unlimited        | Bulgaars            | 45     |
| 12     | Kroatië               | Nina Badrić       | Nebo                  | Kroatisch           | 42     |
| 13     | Portugal              | Filipa Sousa      | Vida minha            | Portugees           | 39     |
| 14     | Georgië               | Anri Dzjochadze   | I'm a joker           | Georgisch en Engels | 36     |
| 15     | Nederland             | Joan Franka       | You and me            | Engels              | 35     |
| 16     | Wit-Rusland           | Litesound         | We are the heroes     | Engels              | 35     |
| 17     | Slovenië              | Eva Boto          | Verjamem              | Sloveens            | 31     |
| 18     | Slowakije             | Max Jason Mai     | Don't close your eyes | Engels              | 22     |

## Wijzigingen

### Terugkerende landen

Deelnemende landen
Landen die in het verleden deelgenomen hebben
Landen die zich niet voor de finale kwalificeerden

- Montenegro: begin november gaf RTCG, de Montenegrijnse openbare omroep, te kennen te zullen deelnemen aan het Eurovisiesongfestival 2012. Na twee jaar afwezigheid wegens financiële problemen keerde het Balkanland terug. De komst van een nieuwe algemene directeur en de verlaging van het inschrijvingsgeld werkte een terugkeer in de hand.

### Terugtrekkende landen
- Armenië: ARMTV, de Armeense openbare omroep, twijfelde lang of het al dan niet zou deelnemen aan het Eurovisiesongfestival 2012, aangezien Bakoe de gaststad was, de hoofdstad van aartsvijand Azerbeidzjan. Beide landen leven al decennia op gespannen voet, onder meer door het conflict rond Nagorno-Karabach. Aanvankelijk stemde ARMTV ermee in toch deel te nemen, maar in maart trok de omroep zich alsnog terug, twee maanden na het verstrijken van de deadline.
- Polen: TVP trok zich 19 december 2011 terug uit het Eurovisiesongfestival, officieel omdat de omroep zich wilde concentreren op de verslaggeving rond het Europees kampioenschap voetbal 2012, dat in de zomer zou worden gehouden in Polen en Oekraïne.

## Terugkerende artiesten
| Land    | Artiest                        | Plaats | Eerdere deelname          | Plaats toen |
| ------- | ------------------------------ | ------ | ------------------------- | ----------- |
| IJsland | Jónsi (samen met Gréta Salóme) | 20     | IJsland 2004              | 19          |
| Ierland | Jedward                        | 19     | Ierland 2011              | 8           |
| Servië  | Željko Joksimović              | 3      | Servië en Montenegro 2004 | 2           |

## Trivia
- Željko Joksimović presenteerde in 2008 het Eurovisiesongfestival en was dat jaar ook componist van de Servische inzending Oro van Jelena Tomašević.
- Kaliopi deed voor de tweede keer mee voor Macedonië. In 1996 mocht ze zich de eerste kandidaat noemen voor het land, maar ze kwam niet door de audioronde: ze werd in die voorronde 26ste met 14 punten en mocht zo niet deelnemen aan het eigenlijke Eurovisiesongfestival.
- Maya Sar was in 2004 en 2011 al als backing op het Eurovisiepodium te zien.
- In 2011 nam de Ierse tweeling Jedward al deel aan het Eurovisiesongfestival. Ze werden dit jaar opnieuw gekozen als deelnemer. Het is voor het eerst in de Eurovisiesongfestivalgeschiedenis van Ierland dat het land tweemaal achter elkaar dezelfde artiest stuurt.
- In 2008 was Anri Dzjochadze al op het Eurovisiepodium te zien als achtergrondzanger bij Diana Goertskaja.
- Albanië zond de eerste halve finale, waarin de eigen kandidaat Rona Nishliu haar opwachting maakte, niet rechtstreeks uit. De regering had immers een dag van nationale rouw afgekondigd na een tragisch busongeval in het land, waarbij twaalf studenten het leven lieten. Hierdoor stond de Albanese vakjury volledig in voor de punten van het Balkanland.
- Iran riep zijn ambassadeur uit Azerbeidzjan terug vanwege het Eurovisiesongfestival in Bakoe. Volgens de autoriteiten in Iran voldoet het liedjesevenement niet aan de islamitische regels. Men vindt het een onwaardig 'homo-evenement'. De Noorse zanger Tooji, in Iran geboren, kwam tijdens de tweede halve finale op met een groen polsbandje, met daarop de tekst Free Iran.
- Voor elk land zijn act mocht brengen, werd er op de buitenkant van de Crystal Hall de vlag van dit land gevormd door duizenden lampjes. Dit was zo in de halve finales en in de grote finale.
- Tijdens de openingsact brachten Ell & Nikki Running scared ten gehore, het liedje waar zij het voorgaande jaar het songfestival mee gewonnen hadden. Hierbij playbackten ze het liedje.